# Темна туманність

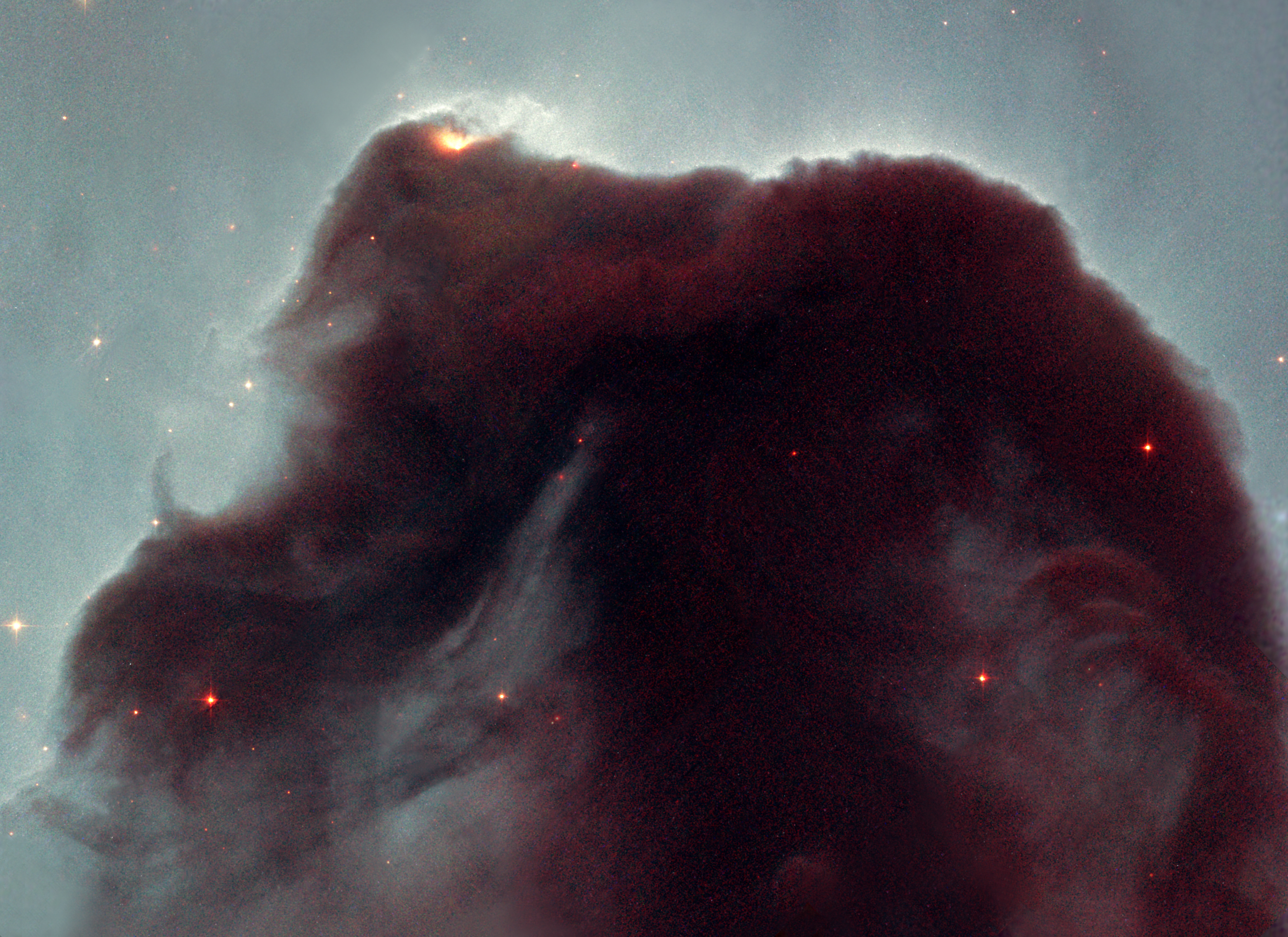
Одна з найвідоміших темна туманність Кінська Голова.

Темна тума́нність — це тип міжзоряної хмари, настільки щільної, що вона поглинає видиме світло, що виходить з емісійних або відбивних туманностей (як, наприклад, туманність Кінська Голова) або зір (наприклад, туманність Вугільний Мішок), що знаходяться за нею.
Поглинають світло частинки міжзоряного пилу, що знаходяться в найхолодніших і найщільніших частинах молекулярних хмар. Скупчення і великі комплекси темних туманностей пов'язані з гігантськими молекулярними хмарами (ГМХ). Ізольовані темні туманності найчастіше бувають глобулами Бока.
Такі хмари мають дуже неправильну форму: у них немає чітко обкреслених меж, інколи вони набувають закручених змієподібних обрисів. Найбільші темні туманності видно неозброєним оком, вони виступають як шматки чорноти на тлі яскравого Чумацького Шляху.
У внутрішніх частинах темних туманностей часто протікають активні процеси: наприклад, народження зірок або мазерне випромінювання.

## Галерея

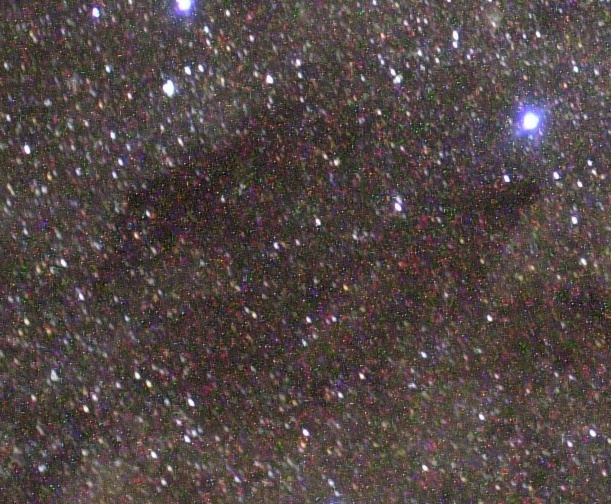
Туманність Вугільний Мішок на тлі Чумацького Шляху.
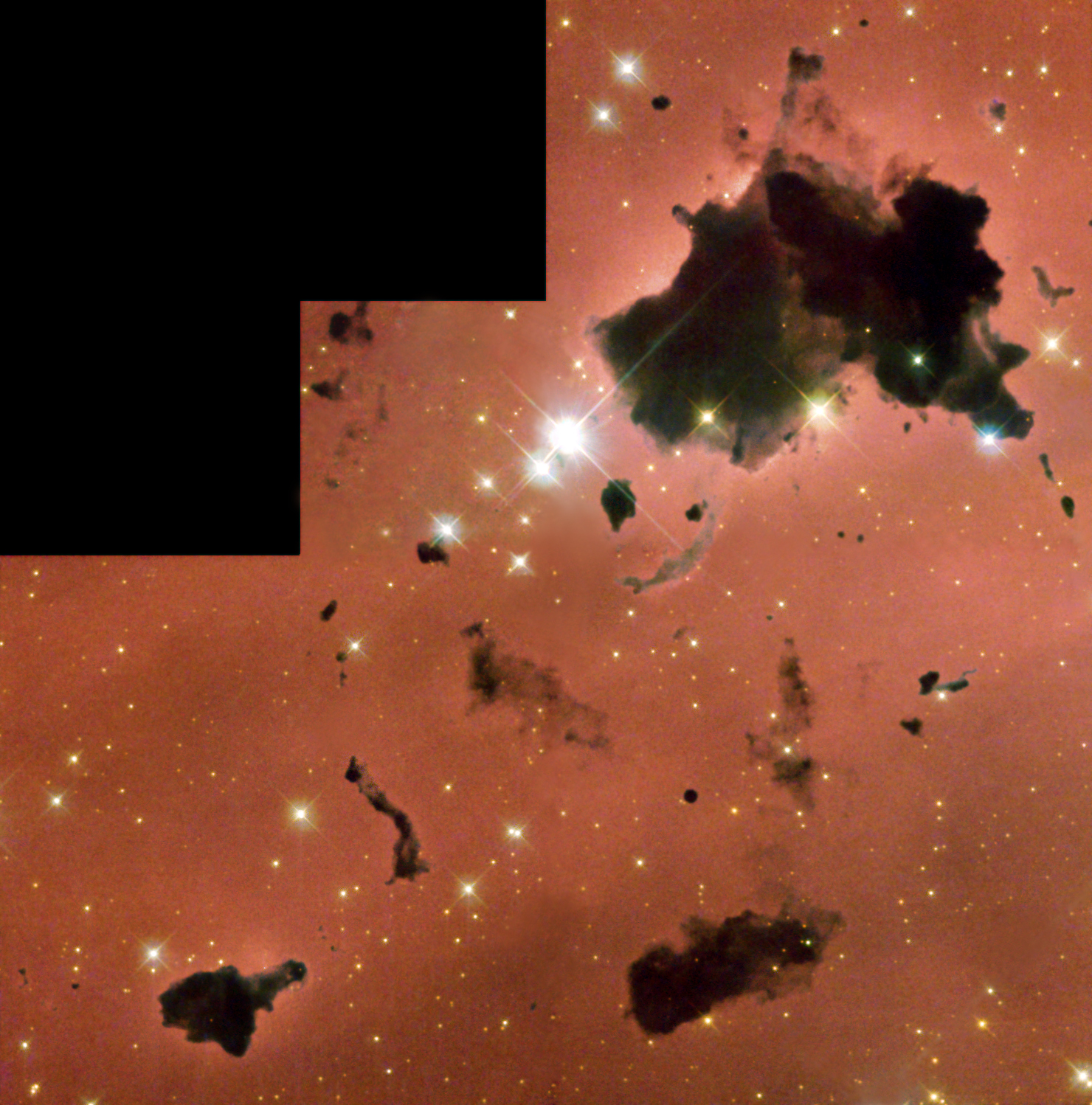
Глобули Бока в IC 2944.
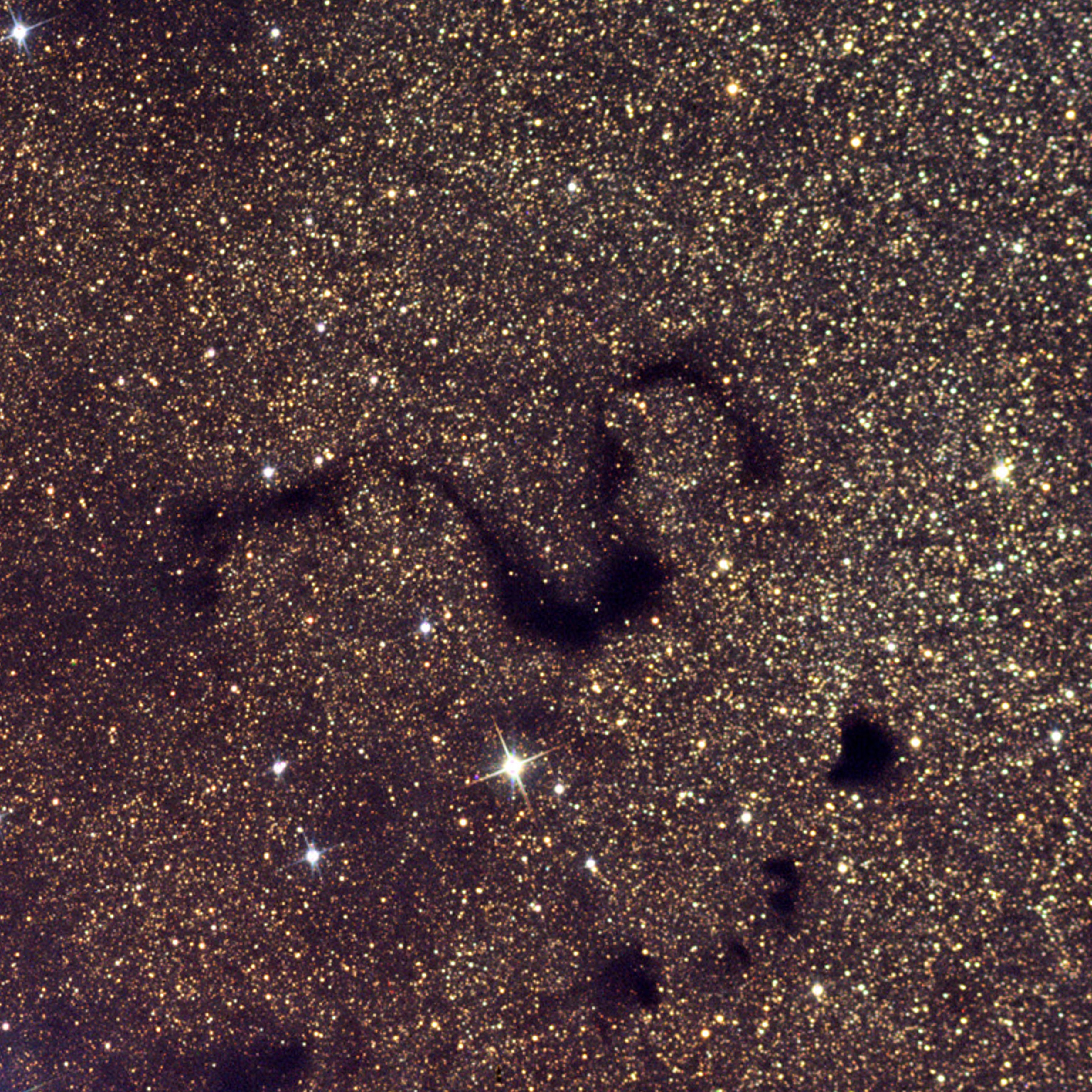
Туманність Змія в сузір'ї Змієносця.
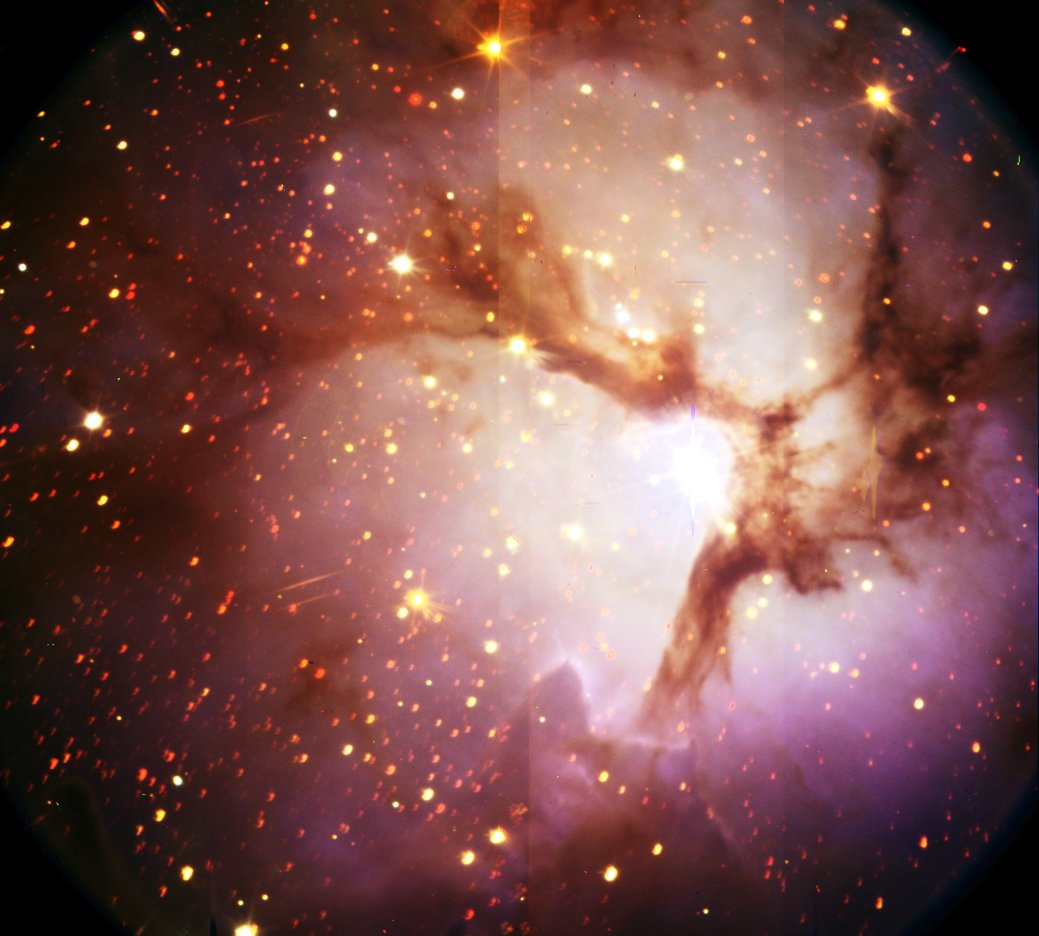
Випромінювання області H II затемнюється пилом, утворюючи Потрійну туманність.
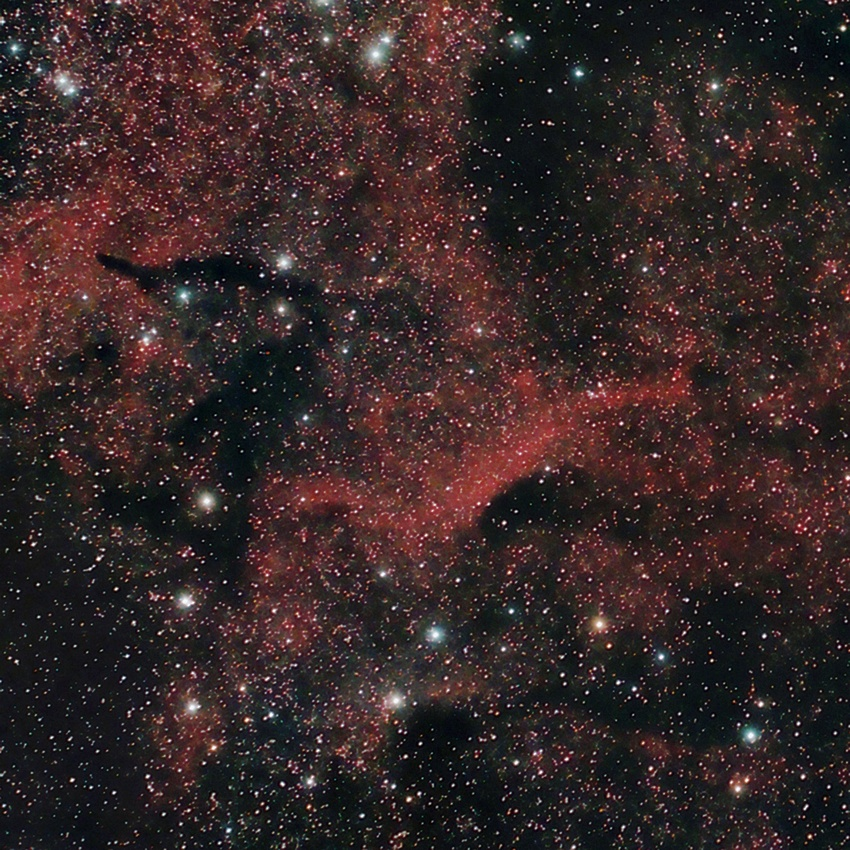
Барнард 147, темна туманність в сузір'ї Лебедя.